# Pavel Lioubimov
Pour les articles homonymes, voir Lioubimov.
Pavel Grigorievitch Lioubimov (en russe : Павел Григорьевич Любимов), né le 7 septembre 1938 à Moscou et mort le 23 juin 2010 dans la même ville, est un réalisateur et scénariste russe et soviétique.

## Filmographie
- 1964 : Tiotka s fialkami (Тётка с фиалками) — film de fin d'études
- 1967 : L'Écuyère des vagues (ru) (Бегущая по волнам)
- 1966 : Des femmes (Женщины)
- 1968 : La Novice (ru) (Новенькая)
- 1970 : La Journée à venir (ru)
- 1976 : Conscription de printemps (ru) ou Appel sous le drapeau de printemps (Весенний призыв)
- 1978 : Valse d'école (Школьный вальс)
- 1980 : Bystree sobstvennoj teni (ru) (Быстрее собственной тени)
- 1987 : Le Trappeur (Следопыт)